# Naturschutzgebiet Irrgeister

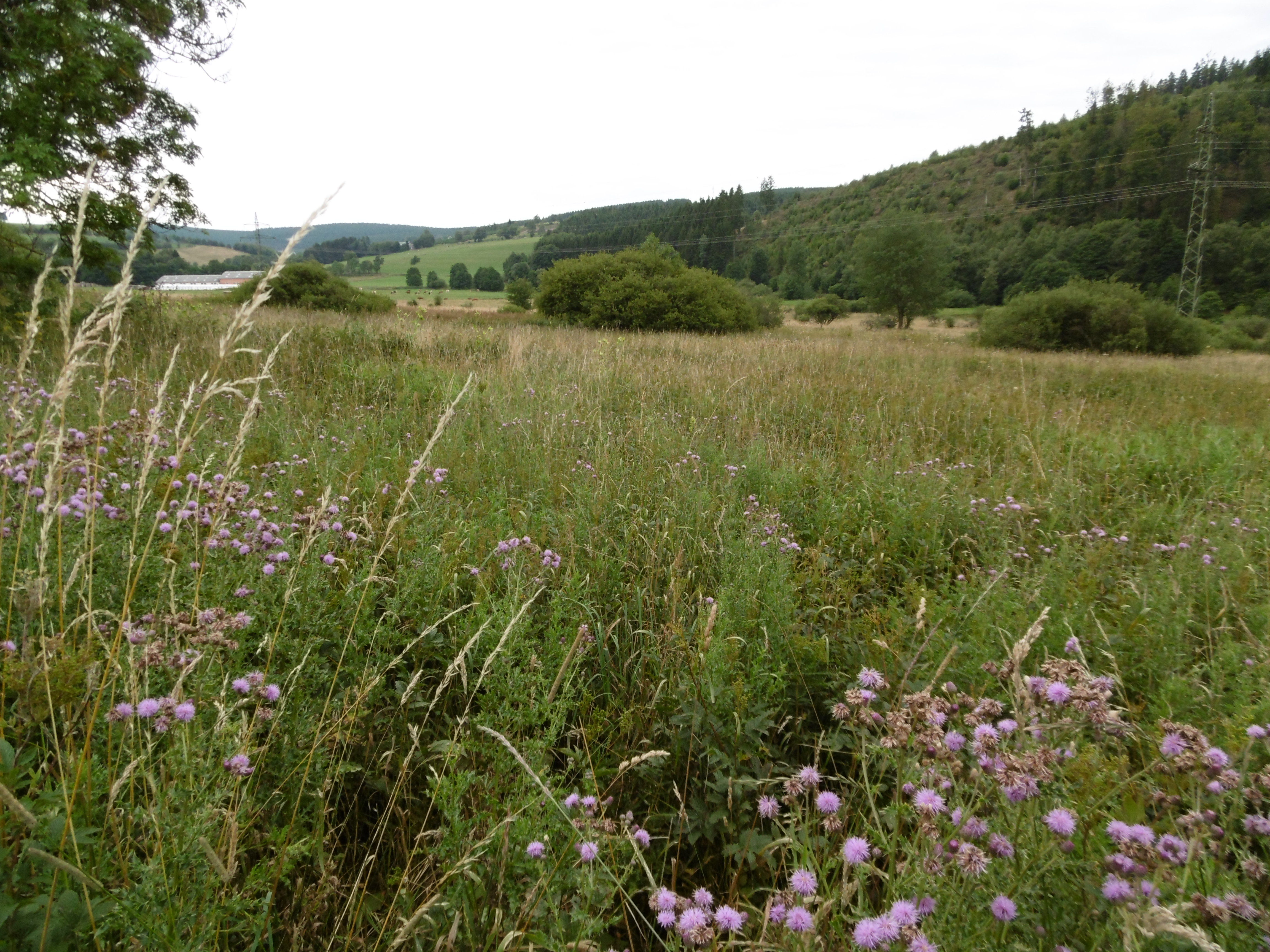
Naturschutzgebiet Irrgeister

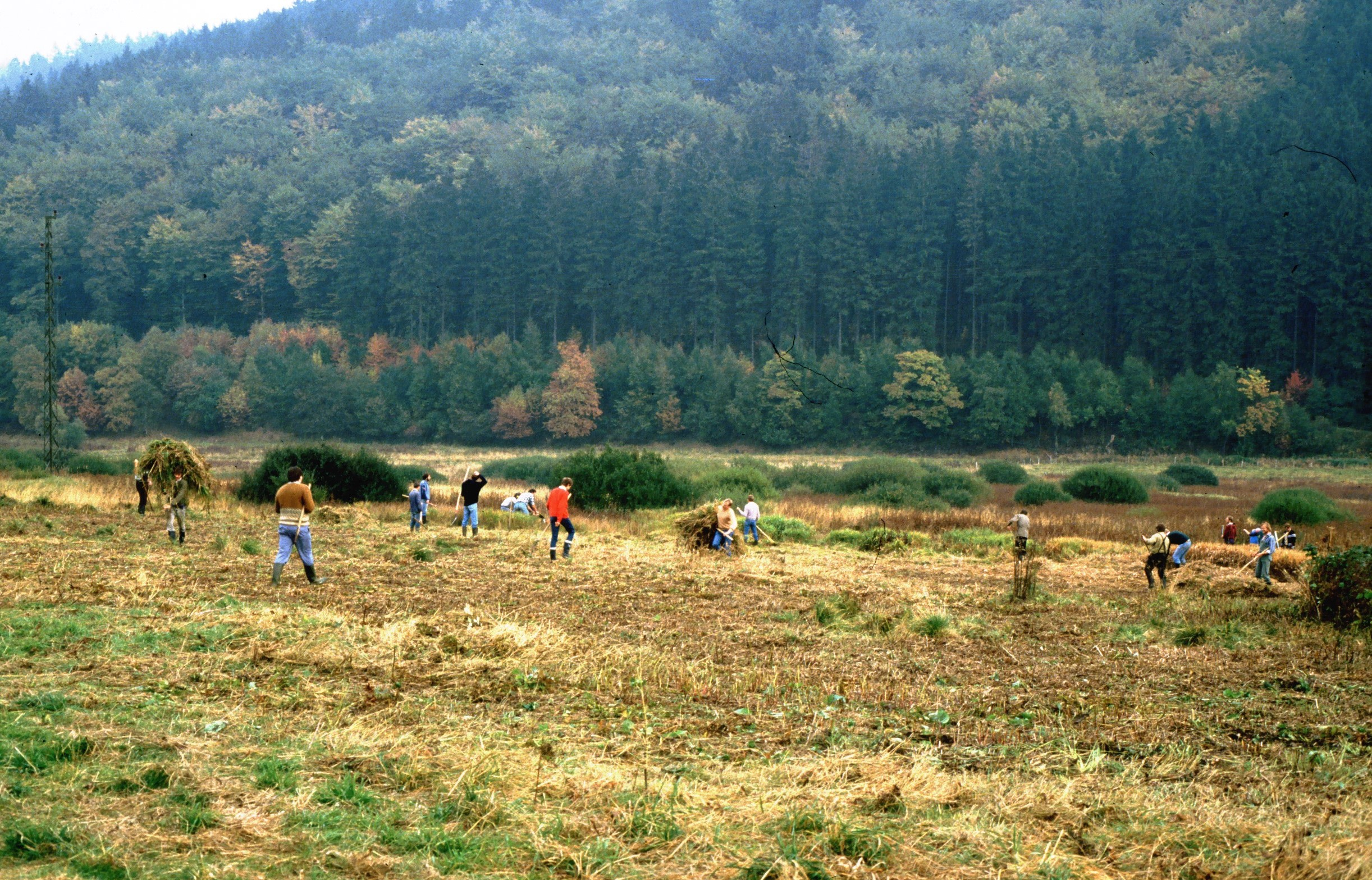
Pflegearbeiten des VNV 1986

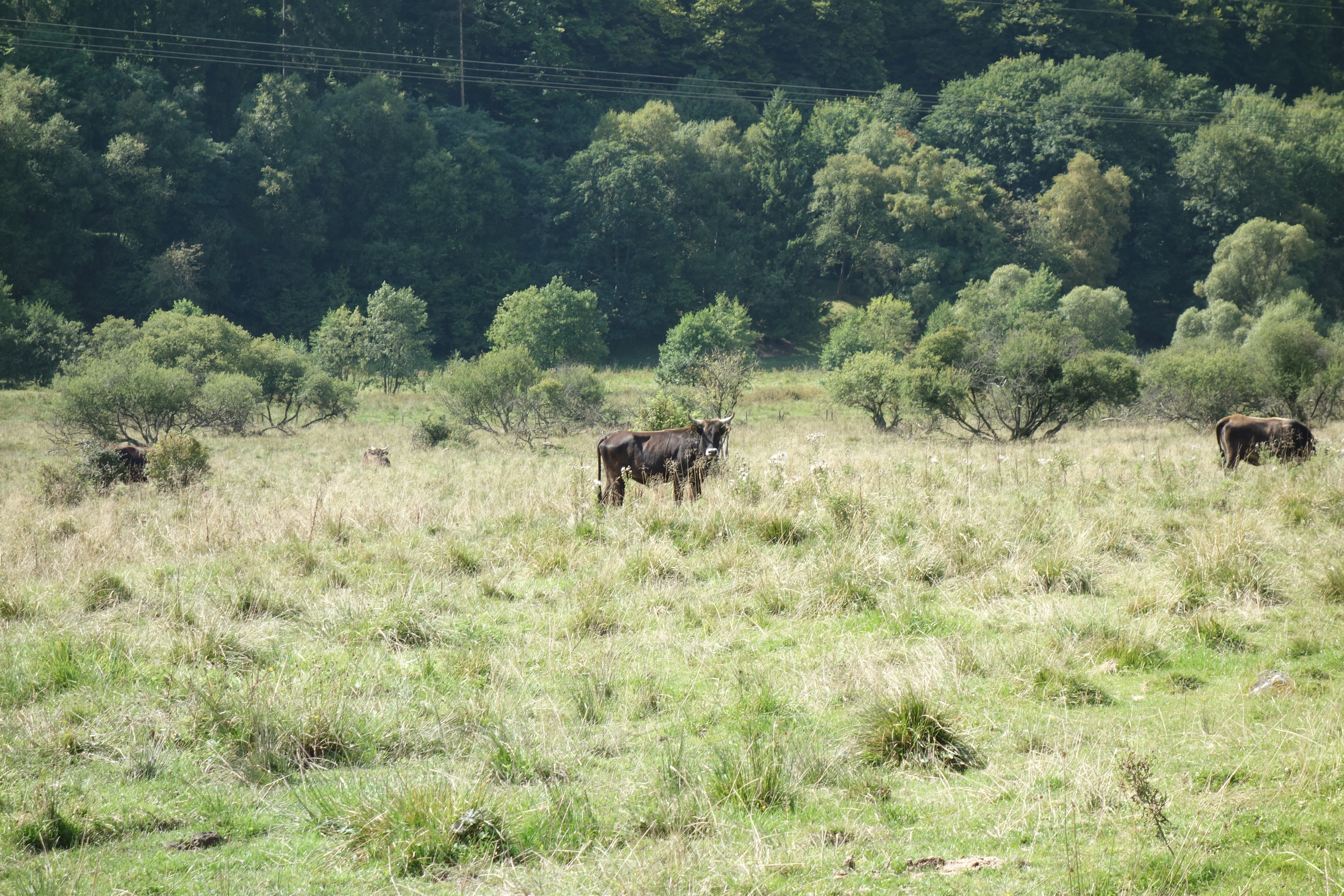
Heckrinder im Gebiet

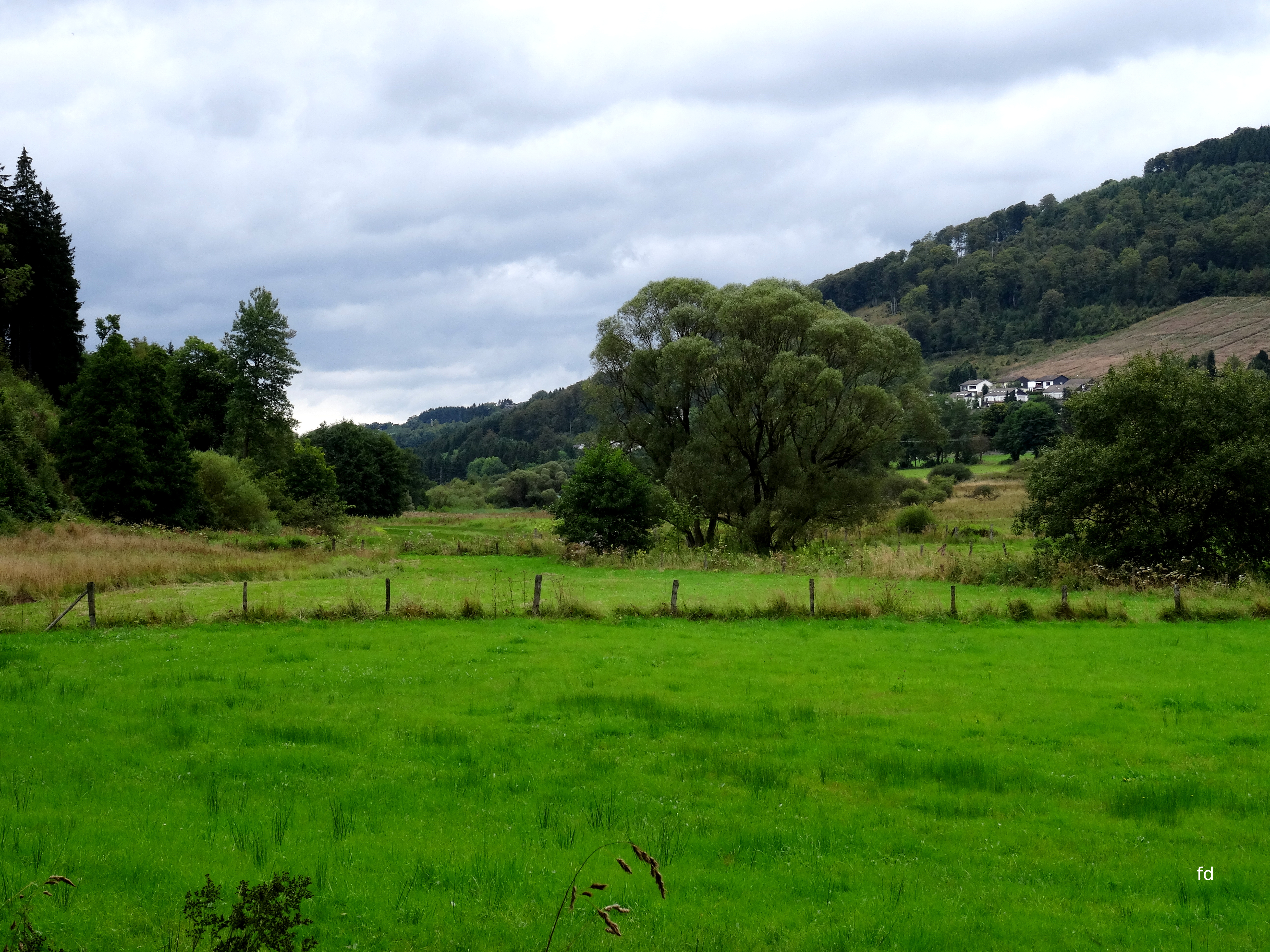
Das Hillebachtal im Naturschutzgebiet

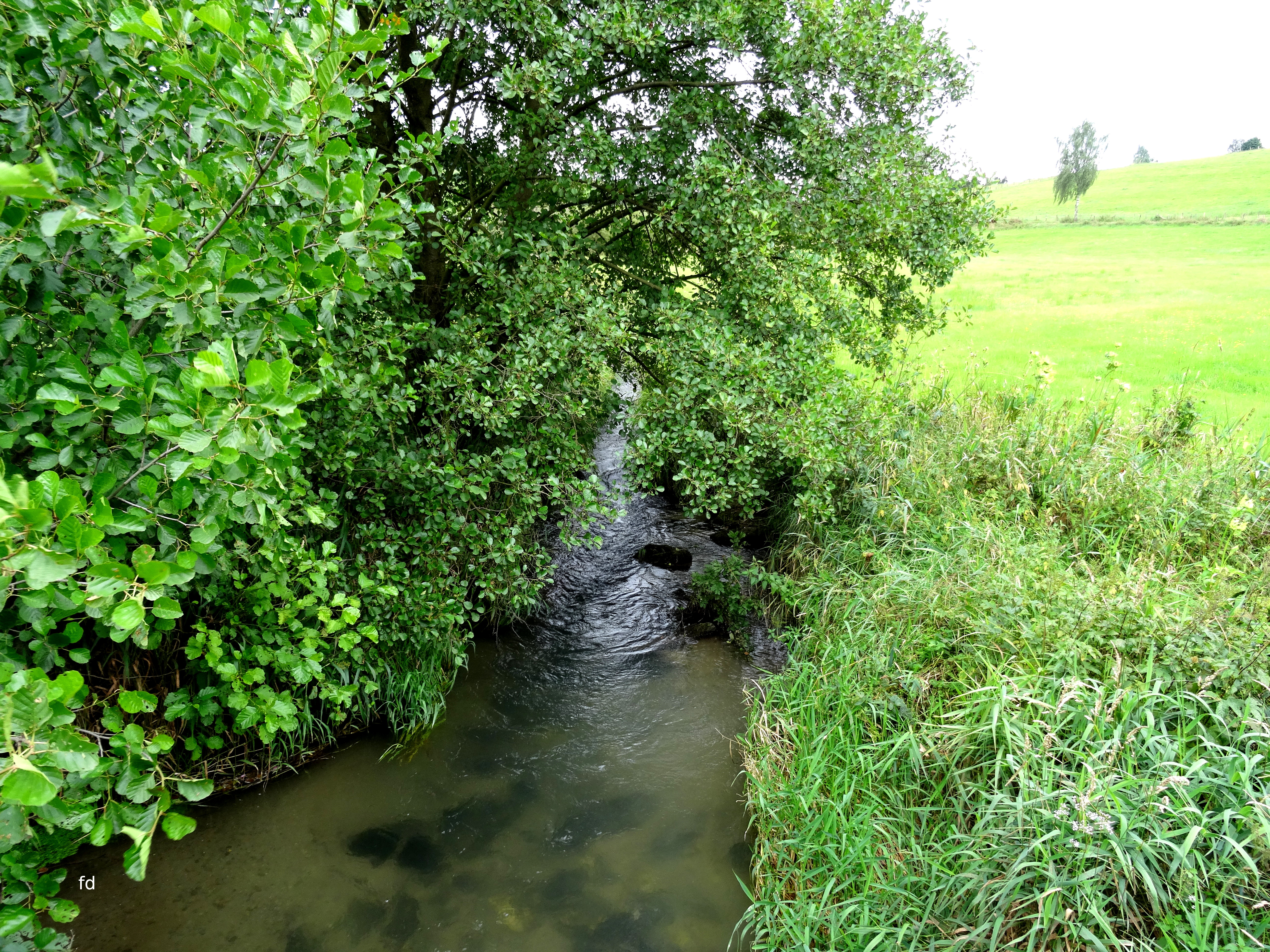
Der Hillebach im Naturschutzgebiet

Das Naturschutzgebiet Irrgeister ist ein 38,6 ha großes Naturschutzgebiet (NSG) im Stadtgebiet von Winterberg zwischen Niedersfeld und Grönebach. Das Gebiet wurde 2008 mit dem Landschaftsplan Winterberg durch den Hochsauerlandkreis als NSG ausgewiesen. Das NSG ist Teil des FFH-Gebietes Wiesen im Springebach- und Hillebachtal bei Niedersfeld (DE 4717-304). Zu diesem FFH-Gebiet gehören auch das Naturschutzgebiet Neue Born – Oberes Hilletal, Naturschutzgebiet Hillebachtal und das Naturschutzgebiet Springebachtal (Winterberg).
Der Name Irrgeister stammt wohl aus dem Volksmund. Er kommt vom Nebel der häufig aus den nassen Wiesen im Hillegrund aufsteigt.

## Beschreibung
Das NSG umfasst neben den Flusslauf des Hillebach und Springebaches mit Grünlandaue. Das Grünland besteht auch Nass- und Feuchtgrünland, ferner Fettwiesen- und weiden. Das Grünland wird meist mit Rindern beweidet. Der Hillebach weist teils Uferbefestigungen auf. Der Springebach ist unverbaut und weist einige kleinere Steilwände auf.
Das Landesamt für Natur, Umwelt und Verbraucherschutz Nordrhein-Westfalen (LANUV) dokumentierte zum Wert des Schutzgebietes: „Mit den Vorkommen des Breitblättrigen Knabenkrautes und der Bach-Nelkenwurz kommen im Gebiet mehrere gefährdete Pflanzenarten vor. Das Gebiet mit seinem Vegetationsmosaik aus quelligem Nassgrünland und Magerwiesen und -weiden ist in dieser Ausprägung charakteristisch für das Rothaargebirge. Es ist im Bereich des Hillebachtals mit Seitentälern um Winterberg-Hildfeld im Rahmen des landesweiten und des regionalen Biotopverbundsystems von herausragender Bedeutung.“

## Pflanzenarten im NSG
Auswahl vom LANUV dokumentierter Pflanzenarten: Acker-Witwenblume, Bach-Nelkenwurz, Berg-Platterbse, Bitteres Schaumkraut, Blutwurz, Breitblättriges Knabenkraut, Buschwindröschen, Echtes Johanniskraut, Echtes Mädesüß, Fieberklee, Geflecktes Knabenkraut, Gegenblättriges Milzkraut, Gewöhnliche Pestwurz, Großer Wiesenknopf, Gundermann, Herbstzeitlose, Kuckucks-Lichtnelke, Quell-Sternmiere, Kleiner Baldrian, Ruprechtskraut, Schmalblättriges Weidenröschen, Schmalblättriges Wollgras, Schuppenfrüchtige Gelb-Segge, Schwarze Teufelskralle, Sumpf-Blutauge, Sumpfdotterblume, Sumpf-Dreizack, Sumpf-Vergissmeinnicht, Teich-Schachtelhalm, Wald-Ehrenpreis, Wald-Engelwurz, Wald-Storchschnabel, Wiesen-Bocksbart, Wiesen-Bärenklau, Wiesen-Flockenblume, Wiesen-Kerbel, Wiesen-Knöterich und Wiesen-Margerite.

## Schutzzweck
Der Landschaftsplan dokumentierte zum Schutzzweck des Gebietes: „Erhaltung und Optimierung eines zusammenhängenden, überregional bedeutsamen Grünland-Talsystems in Verbindung mit weiteren Schutzfestsetzungen dieses Landschaftsplanes mit ausgedehnten, artenreichen Lebensräumen des Feucht- und Nassgrünlandes, der Quellsümpfe, Magerweiden und Mähwiesen; damit auch Schutz der hier vorkommenden Vogel-, Insekten- und Pflanzenarten, von denen etliche landesweit gefährdet sind; Sicherung der Kohärenz und Umsetzung des europäischen Schutzgebietssystems Natura 2000.“ 

## Naturschutzaktivitäten
Von der Nordrhein-Westfalen-Stiftung wurden seit 2003 7,71 ha im NSG auf Antrag des Vereins für Natur- und Vogelschutz im Hochsauerlandkreis (VNV) für Naturschutzzwecke angekauft. Der VNV hat ebenfalls eine kleinere Fläche angekauft. Die angekauften Flächen werden extensiv beweidet. Ein kleiner Feuchtwiesen-Bereich mit Vorkommen seltener Blumenarten wird jedes Jahr mit Einachsmäher gemäht und abgeräumt.